# Sävvät
Sävvät är ett naturreservat i Hablingbo socken i Region Gotland på Gotland.
Området är naturskyddat sedan 1998 och är 21 hektar stort. Reservatet består av våtmarker med ag och öppna gräskärr. 